# 백홍두
백홍두(白洪斗, 1951년 11월 10일 ~ )은 대한민국의 제6·7대 부산광역시 동래구의원이었다.

## 학력
- 부산경상대학 경영학 졸업

### 비학위 수료
- 부산대학교 경제통상대학원 글로벌정책학 석사 졸업

## 경력
- 동래구 복산동 바르게살기 위원장
- 부산시 생활체육 배드민턴협의회 회장
- 동래구 생활체육 배드민턴연합회 회장
- 동래구 체육회 이사
- 동래구 생활체육 이사
- 국제라이온스 355-A 부산지구
- 민주평화통일자문회의 위원
- 동래구 복산동 장학회 법정이사
- 동래구 복산동 주민자치 위원
- 원예고등학교 배드민턴 실내체육관 창립 회장
- 열린우리당 부산시당 공공기관 부산유치 특별위원회 자문위원
- 열린우리당 건설기술발전 특별위원회 자문위원
- 열린우리당 체육발전특별위원회 위원
- 대궐갈비 대표
- 제17대 대통령 선거 동래구 상임위원장
- 부산경상대학교 경영동문 부회장
- 2010.07 ~ 2014.06 제6대 부산광역시 동래구의회 의원
- 2010.07 ~ 2012.07 제6대 부산광역시 동래구의회 전반기 사회도시위원회 위원
- 2012.07 ~ 2014.06 제6대 부산광역시 동래구의회 후반기 의회운영위원회 위원장
- 2014.07 ~ 2018.06 제7대 부산광역시 동래구의회 의원
- 2014.07 ~ 2016.07 제7대 부산광역시 동래구의회 전반기 부의장
- 2016.07 ~ 2018.06 제7대 부산광역시 동래구의회 후반기 사회도시위원회 위원
- 2018.05.03 바른미래당 입당

## 논문
- 생활체육에의 참여를 위한 고찰

## 역대 선거 결과
|  | 17.13% |

|  | 20.04% |

|  | 30.75% |

|  | 29.84% |

|  | 8.03% |